# Daniel Jeroma
Daniel Jeroma (* 27. Mai 1978 in Lörrach) ist ein deutscher Schauspieler.

## Biographie
Daniel Jeroma wurde als Sohn von Karl-Heinz und Gerda Jeroma in Lörrach geboren. Erste Schauspielerfahrungen sammelte er beim Lörracher Jugendtheater. Sein Schauspielstudium absolvierte er an der Universität der Künste in Berlin.
Seit Februar 2005 gehört er fest zum Ensemble des Berliner GRIPS-Theaters. Außerdem wirkte er in zahlreichen TV-Produktionen mit. So sah man ihn unter anderem in Nebenrollen in Hinter Gittern, Schwarzwaldklinik – Die nächste Generation und Im Namen des Gesetzes.
Zurzeit arbeitet Daniel Jeroma als Gast am Theater der Jugend in Wien.
Im Februar 2021 war Jeroma Teil der Initiative #ActOut im SZ-Magazin, zusammen mit 184 anderen lesbischen, schwulen, bisexuellen, queeren, intergeschlechtlichen und transgender Personen aus dem Bereich der darstellenden Künste.

## Filmografie
- 2001: Siska
- 2002: Die Ritterinnen
- 2002: Herzschlag – Die Retter
- 2003: Im Namen des Gesetzes
- 2003: Alphateam
- 2003: Hinter Gittern
- 2003: St. Angela
- 2004: Willkommen daheim
- 2004: neun
- 2005: Der Lebensversicherer
- 2005: Die Schwarzwaldklinik – Die nächste Generation
- 2006: Eine Stadt wird erpresst